# Îles Nuageuses
Die Îles Nuageuses (deutsch etwa „wolkige Inseln“) sind eine unbewohnte Inselgruppe im Kerguelen-Archipel im südlichen Indischen Ozean. Politisch gehören sie zum französischen Überseeterritorium Terres australes et antarctiques françaises (TAAF).

## Geographie
Die Îles Nuageuses liegen im Nordwesten des Kerguelen-Archipels, rund 15 km nordwestlich von Grande Terre, und bilden – abgesehen von der isoliert liegenden Îlot du Rendez-vous – die nördlichste Landmasse des Archipels. Die Inselgruppe besteht aus den beiden Hauptinseln Île de Croÿ im Südwesten und Île du Roland im Nordosten mit je 7 km² Fläche sowie den Îles Ternay, die sich zwischen den Hauptinseln in der 7 km breiten Passe de l’Alouette befinden. Höchste Erhebung der Inselgruppe ist der Pic de l’île de Croÿ mit 518 m, zweithöchste der Pic Charcot auf Île du Roland mit 500 m über dem Meer. Die Inselgruppe ist wie alle Kerguelen-Inseln vulkanischen Ursprungs.

## Fauna (Tierwelt)
Die Inseln sind ein bedeutendes Brutgebiet für zahlreiche Vogelarten. So brüten hier die Kerguelenente (Anas eatoni), der Felsenpinguin (Eudyptes chrysocome), der Wanderalbatros (Diomedea exulans) sowie der Graukopfalbatros (Thalassarche chrysostoma). Die Îles Nuageuses sind Bestandteil des Naturschutzgebiets „Réserve naturelle nationale des Terres australes françaises“ und stehen als eine von nur sieben „zones à accès réglementé“ unter besonders strengem Schutz.